# Захамена
Захамена (Zahamena) је национални парк на североистоку Мадагаскара, који штити густе кишне шуме источне обале. Централни део парка је претворен у интегрални природни резерват. На подручју Захамене расту неке ендемичне врсте папрати. Има 112 врста птица, 29 врста риба, 62 врсте водоземаца и 46 врста гмизаваца. Најпознатија животиња овде је индри.

## Извор
- https://web.archive.org/web/20120612164717/http://www.parcs-madagascar.com/madagascar-national-parks_en.php?Navigation=25